# Chrysopa oculata
Chrysopa oculata is een insect uit de familie van de gaasvliegen (Chrysopidae), die tot de orde netvleugeligen (Neuroptera) behoort. 
Chrysopa oculata is voor het eerst wetenschappelijk beschreven door Say in 1839.